# Takaeang
Takaeang – miejscowość w Kiribati; na atolu Aranuka; 753 mieszkańców (2006). Przemysł spożywczy.